# Enrico Enríquez
Enrico Enríquez (Campi, 30 de setembro de 1701 - Ravena, 25 de abril de 1756) foi um cardeal do século XVIII

## Biografia
Nasceu em Campi em 30 de setembro de 1701, Campi, feudo de sua família, diocese de Lecce. De uma antiga e nobre família originária de Castela, Espanha, segundo dos dois filhos de Giovanni Enriquez, príncipe de Squinzano e marquês de Campi, e Cecilia Capece Minutolo, dos príncipes de Canosa. A outra criança era Gabriel Augustinus. Seu sobrenome também está listado como Henriquez de Herrera; e apenas como Henriquez. Outro cardeal da família foi Enrico Minutoli (1389).
Iniciou seus estudos na Accademia degli Spioni , Lecce (letras, poesia latina e italiana, física, geometria); continuou seus estudos na Universidade La Sapienza , em Roma, onde obteve o doutorado em utroque iure, tanto de direito canônico quanto de direito civil, em 21 de junho de 1726. Ele era brilhante e animado, e interessado em assuntos literários e no que havia de novo no mundo; o foco de sua atenção era a vida cultural de Nápoles, sobre a qual lia livros, informações e resenhas. A par da sua paixão académica, outro aspecto importante da sua personalidade foi o seu firme compromisso com o jansenismo. Esteve em contato com os principais membros do Jansenismo Romano; na vida pública, foi sempre fiel à austera moral jansenista; e quando ingressou na prelatura romana, residiu muito pouco tempo na cúria e permaneceu essencialmente alheio às suas intrigas e manobras..
Como segundo filho, dedicou-se ao estado eclesiástico. Entrou na prelazia romana como referendário dos Tribunais da Assinatura Apostólica da Justiça e da Graça, em 4 de julho de 1726. Continuou os estudos em teologia e história eclesiástica. Em 18 de julho de 1726, foi nomeado prelado doméstico de Sua Santidade. Governador da cidade de Camerino, 17 de março de 1727; entrou na cidade em 23 de abril de 1727. Governador da cidade de Ascoli em 28 de junho de 1732. Governador da cidade de Civitavecchia, 7 de janeiro de 1733. Governador de Campagna e Marittima (Frosinone), 23 de dezembro de 1734. Governador do cidade de Perugia, 17 de abril de 1738. Governador da cidade de Macerata e Marche Anconitana , 2 de agosto de 1741 a 1743..
Recebeu o subdiaconado em 8 de dezembro de 1743; e o diaconado em 15 de dezembro de 1743. Eleito para o episcopado com dispensa por ainda não ter recebido a ordenação sacerdotal..
Eleito arcebispo titular de Nazianzo, em 16 de dezembro de 1743. Consagrado, em 29 de dezembro de 1743, na Sala do Santo Ofício, no palácio do Quirinale, em Roma, pelo Papa Bento XIV, auxiliado por Ferdinando Maria de Rossi, arcebispo titular de Tarso, e por Mattino Ignazio Caracciolo di Mattina, arcebispo titular da Calcedônia. Assistente no Trono Pontifício, 1º de janeiro de 1744. Núncio na Espanha, 8 de janeiro de 1744 até 1753..
Criado cardeal sacerdote no consistório de 26 de novembro de 1753; o papa enviou-lhe o barrete vermelho com um breve apostólico de 1º de dezembro de 1753; recebeu o chapéu vermelho em 18 de julho de 1754; e o título de S.Eusébio, 22 de julho de 1754. Legado na Romagna, 16 de setembro de 1755; chegou a Ravenna em 31 de janeiro de 1755; restabeleceu a independência da República de São Marino, que o seu antecessor, o cardeal Giulio Alberoni, havia suprimido. Traduziu do latim para o italiano, com notas, o livro Imitazione di Cristo de Thomas à Kempis..
Morreu em Ravena em 25 de abril de 1756. Seu funeral ocorreu no dia 28 de abril, na igreja teatina do Santo Spirito , em Ravena; a oração fúnebre foi proferida pelo Padre Bartolomeo Carrara, Theat.; o discurso foi posteriormente impresso por Giuseppe Antonio Archi, em Faenza em 1756 (1) ; foi sepultado naquela mesma igreja, ficando apenas o seu nome inscrito na lápide..